# Hubie Brown

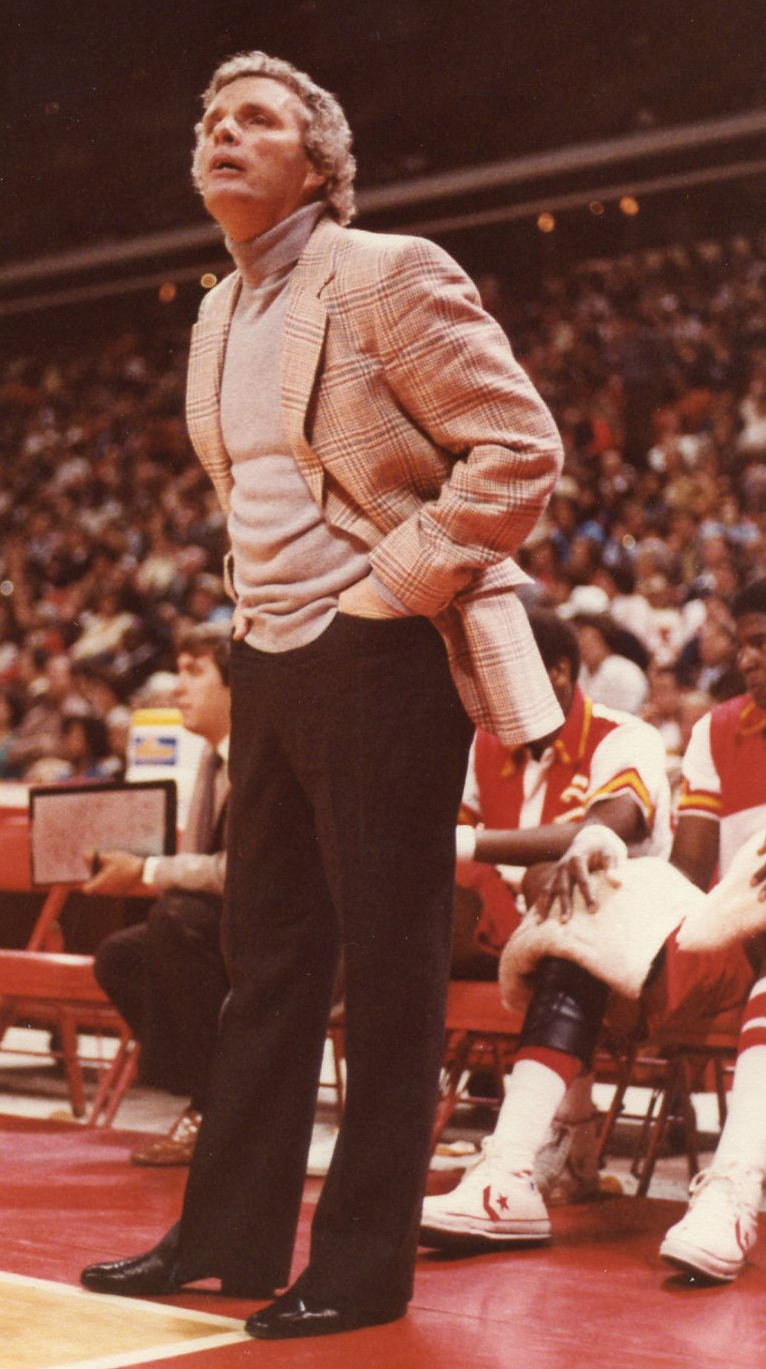
Hubie Brown em 1981.

Hubert Jude "Hubie" Brown (Hazleton, 25 de setembro de 1933) é um ex-treinador de basquete e atual comentarista televisivo estadunidense. Brown já foi premiado em duas temporadas com a honraria NBA Coach of the Year em uma distância de 26 anos. Foi introduzido no Basketball Hall of Fame em 2005, como um contribuinte. Retirou-se do basquete por problemas de saúde.
Após encerrar a carreira de treinador, tornou-se comentarista na CBS em 1988, tendo se transferido para a TNT, onde ficou até 2006. Atualmente trabalha como comentarista junto com Mike Tirico na ESPN e ABC.

## Carreira
- Milwaukee Bucks (1972-1975, assistente técnico)
- Kentucky Colonels (1975-1976)
- Atlanta Hawks (1976-1980)
- New York Knicks (1982-1987)
- Memphis Grizzlies (2002-2005)

## Prêmios e títulos
- Campeão da American Basketball Association (1975)
- Técnico do Anod a NBA (1978; 2004)
- Membro do Basketball Hall of Fame como contribuinte (2005)